# Pyrrhura perlata
Il parrocchetto panciacremisi (Pyrrhura perlata Spix, 1824) è un uccello della famiglia degli Psittacidi.

## Descrizione
Si presenta con colorazione generale verde; taglia attorno ai 24 cm; testa di colore bruno azzurrino; la tipica zona a scaglie molto ampia sul collo e sulla gola, fino anche alla copertura delle orecchie; lo scudo molto ampio, a coprire petto e ventre, di un bel rosso; segno rosso sulla spalla, remiganti blu con punta nera, coda color vinaccia, ampia zona rossa sotto l'ala, visibile quando il soggetto è in volo. Ha anello perioftalmico chiaro, iride scura, becco e zampe nere. Gli immaturi differiscono per la quasi totale assenza di colorazione rossa; infatti compaiono solo poche macchiette sul ventre.

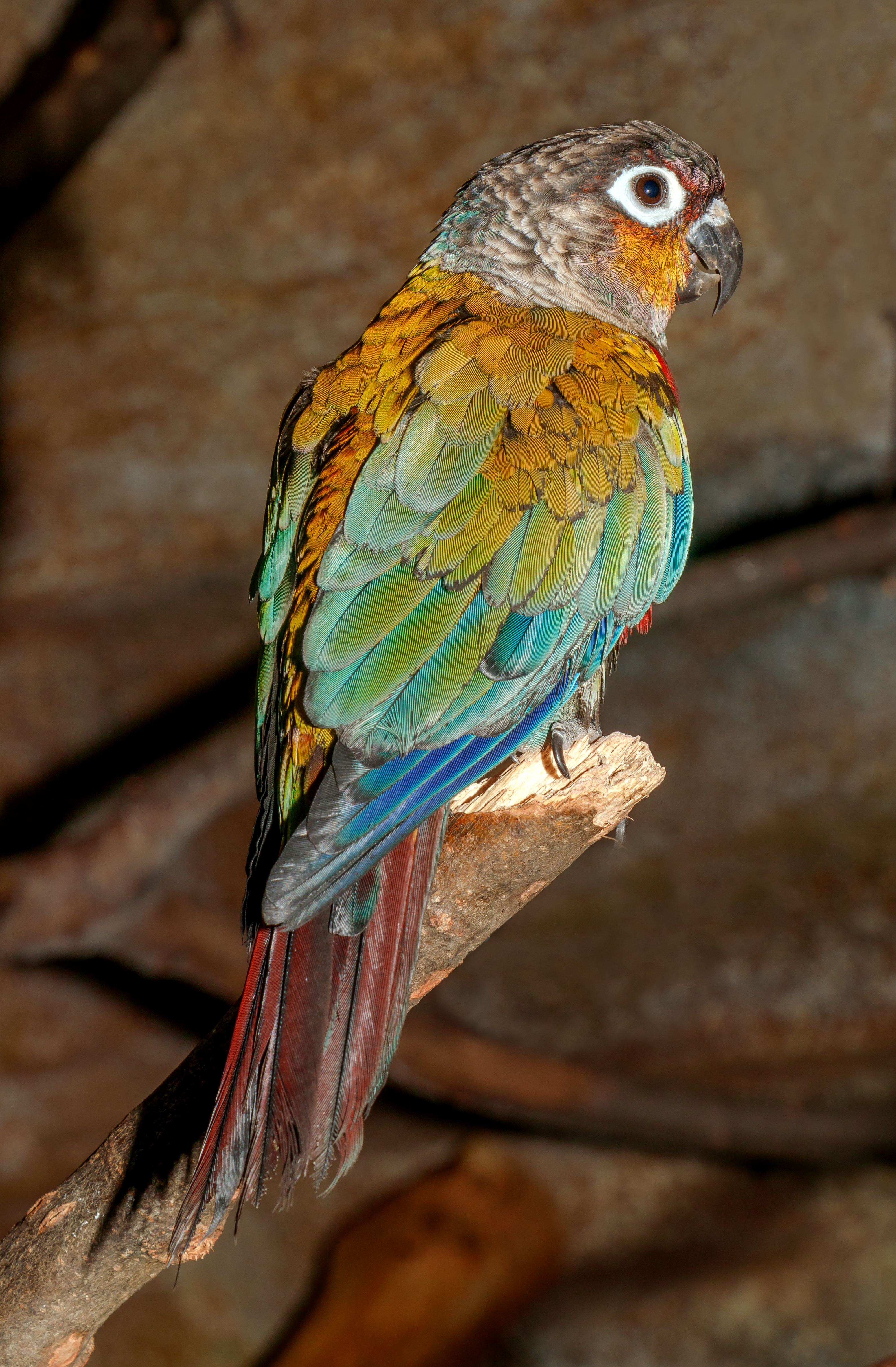
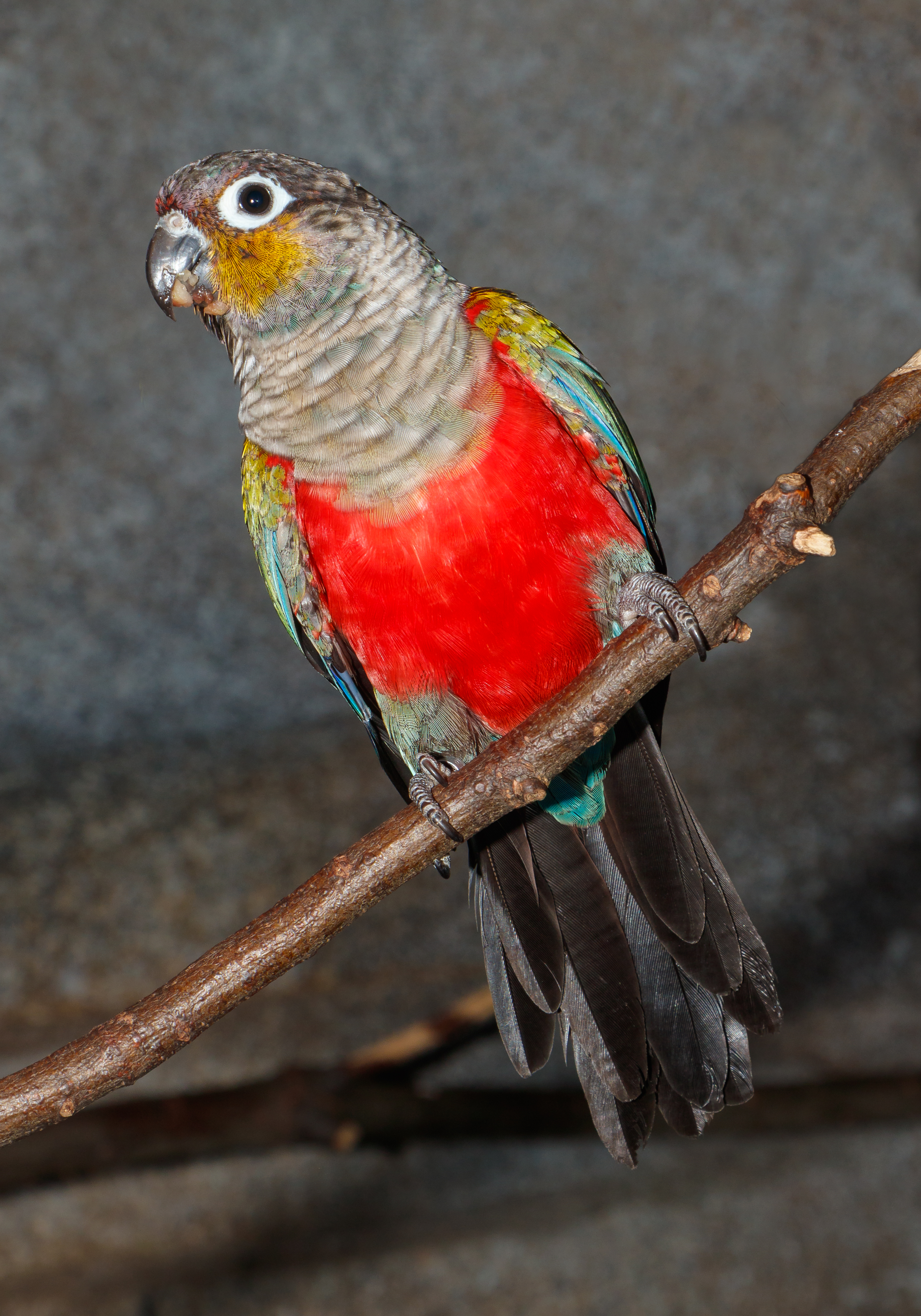

## Distribuzione
Vive nel Bacino del Rio delle Amazzoni nel Brasile settentrionale e nella Bolivia nord-orientale. Anche se non rischia ancora l'estinzione è sicuramente una specie vulnerabile, dato che il suo habitat è fortemente compromesso dalle attività umane: deforestazione e costruzione di dighe con conseguente allagamento delle foreste. In cattività non è diffusissimo ma si riproduce con una certa facilità.

## Biologia
Il suo habitat naturale è costituito da fitte foreste primarie, tuttavia si adatta anche ad ambienti deforestati. Depone nei tronchi cavi 3-4 uova che vengono incubate per 23 giorni; i «novelli» si involano a circa 7 settimane di vita.